# Cyclosorus ponapeanus
Cyclosorus ponapeanus là một loài dương xỉ trong họ Thelypteridaceae. Loài này được Lorence mô tả khoa học đầu tiên năm 2010.
Danh pháp khoa học của loài này chưa được làm sáng tỏ. 